# Disney's Greatest Villains
"Disney's Greatest Villains" (Los villanos más grandes de Disney en español) es un episodio de 1977 de The Wonderful World of Disney y secuela de "Our Unsung Villains" (1956) el cual fue originalmente transmitido por NBC el 15 de mayo de 1977. Se usó para enseñar a Madame Medusa, la villana de la que iba a ser la próxima película animada de Disney, The Rescuers.

## Sinopsis
El episodio es presentado por Hans Conried volviendo a su interpretación como el Espejo Mágico en Blancanieves y los Siete Enanitos y otros especiales de televisión de Disney. El Espejo Mágico explica la importancia de los villanos e introduce videos de varios villanos de los largometrajes Disney mientras también proporciona, en un tono humorístico, comentarios. La mayoría de los villanos tuvieron extensos clips de sus respectivas películas, a pesar de que algunos fueron presentados en espacios muy breves con segmentos de 30 segundos. Una curiosidad es que la música presentada en el segmento de Madame Medusa no fue utilizado en Los Rescatadores.
"Disney's Greatest Villains" se mostraría de nuevo en reposiciones, la última vez en el bloque Vault Disney de la programación en Disney Channel. En 1983, partes de "Disney's Greatest Villains" fueron incorporados al especial de 90 minutos, A Disney Halloween.

## Villanos que aparecen en el Espejo Mágico
- Capitán Garfio – Peter Pan (1953)
- Edgar – Los Aristogatos (1970)
- Willie el Gigante – Fun and Fancy Free (1947)
- Madam Mim – The Sword in the Stone (1963)
- Shere Khan y Kaa – El Libro de la Selva (1967)
- La Reina Grimhilde – Blancanieves y los Siete Enanitos (1937)
- Maléfica – La Bella Durmiente (1959)
- Lady Tremaine – Cenicienta (1950)
- Cruella De Vil – 101 Dálmatas (1961)
- La Reina de Corazones – Alicia en el País de las Maravillas (1951)
- Madame Medusa – The Rescuers (1977)